# Космос-2058
Космос-2058 је један од преко 2400 совјетских вјештачких сателита лансираних у оквиру програма Космос.
Космос-2058 је лансиран са космодрома Плесецк, СССР, 30. јануара 1990. Ракета-носач је поставила сателит у орбиту око планете Земље. Маса сателита при лансирању је износила 2000 килограма. Космос-2058 је био сателит намијењен за електронско извиђање, јављање и навођење.